# Гедимин
Гедимин (литв. Gediminas; 1275–1341) био је литваски владар од 1316. до 1341. године. Његов унук Владислав II Јагело, био је први владар из династије Јагелонци.
Гедимин је користио наслов краља Литванаца и Руса (латин. Rex et Litvinorum Ruthenorum) и положио је темеље литванске власти на североистоку Европе. Током његове владавине литванска држава досегла је много шире подручје од својих источних суседа Московске и Тверске кнежевине и постала је озбиљан конкурент Москви у покушају доминације руским подручјем.
За време Гедиминове владавине, Литванија се проширила према југу до река Буг и Припјат и до Дњепра на истоку. Гедимин је владао подручјем од Балтичког до Црног мора. Добио је и град Витепск након венчања свога сина Алгирдаса. Литванија је тада контролисала важне трговачке путеве између средње и источне Европе.